# Jack King (ciclista)
John Alexander Roma King, detto Jack (Roma, 6 settembre 1897 – 23 agosto 1983), è stato un pistard australiano che partecipò ai Giochi olimpici di Anversa 1920.

## Piazzamenti

### Competizioni mondiali
- Giochi olimpici

Anversa 1920 - Velocità: eliminato in batteria
Anversa 1920 - 50 chilometri: ritirato